# Fokus (optik)

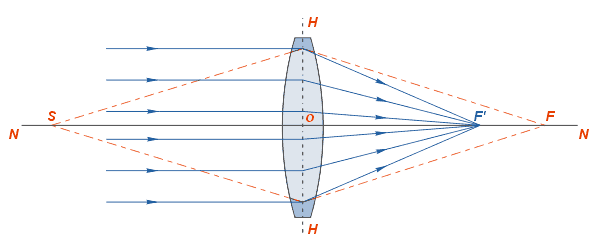
Fokalpunkten/brännpunkten, F, för en konvex lins. F betecknar fokus/bildpunkten för punkten S.

Ett fokus eller bildpunkt är inom geometrisk optik en punkt i vilken strålar utgående från en punkt på objektet sammanfaller. Även om begreppet avser en geometrisk punkt, så samlas skärningspunkterna för ett strålknippes strålar inom en rumslig volym i verkligheten och den minsta cirkel genom vilken alla knippets strålar passerar kallas för oskärpecirkel.
Med brännpunkt eller fokalpunkt, ofta bara kallad fokus, avses en specifik punkt (eller två specifika punkter) i rymden i förhållande till en konvex eller konkav lins eller spegel (eller ett system av flera linser eller speglar). Mot denna punkt sammanstrålar (konvergerar) eller från denna punkt utstrålar (divergerar) alla med varandra och den optiska axeln parallella ljusstrålar (kollimerat ljus) efter brytningen eller reflektionen i en lins eller paraboloid spegel. För prolat ellipsoidala och hyperboliska speglar avses med bränn- eller fokalpunkt endera av två punkter sådana att ljusstrålar riktade från eller mot den ena efter reflektionen riktas från eller mot den andra (en paraboloid spegel kan betraktas som ett gränsfall mellan prolat ellipsoidala och hyperboliska speglar med den ena fokalpunkten i oändligheten). En sfärisk spegel är ett gränsfall mellan prolat och oblat ellipsoidala speglar, där de båda fokalpunkterna sammanfaller (i sfärens medelpunkt), så att ljus rikat från eller mot medelpunkten återspeglas i rakt motsatt riktning. Oblata ellipsoider/sfäroider saknar egentlig fokalpunkt (ellipsens två fokus ligger hos denna på en cirkel i storaxelplanet mot vilket rotationsaxeln, ellipsens lillaxel, är normal). För sfäriska speglar talar man ändå om en "fokalpunkt" som ligger halvvägs mellan medelpunkten och sfärens yta, eftersom sfäriska speglar med liten diameter i förhållande till sfärens krökningsradie kan approximeras med paraboliska speglar så att parallella inkommande strålar sammanstrålar i ungefär samma punkt (och detsamma gäller ellipsoidala och hyperboliska speglar). Med brännvidd eller fokallängd avses avståndet från linsen/spegeln (eller, för ett optiskt system bestående av flera linser/speglar, det optiska avståndet från primärlinsen/primärspegeln) till brännpunkten/fokalpunkten.
Med Gaussfokus menas ett fokus som bildas av paraxiella strålar, det vill säga strålar som i stort sett sammanfaller med systemets optiska axel (ligger så nära den optiska axeln att sinus och tangens för strålens vinkel mot denna kan anses vara lika med vinkeln själv uttryckt i radianer och cosinus för vinkeln kan anses vara lika med ett). För ett system fritt från aberration sammanfaller det faktiska fokuset med Gaussfokuset.
Fokus kan även syfta på det avstånd mellan en lins och ett objekt som på andra sidan linsen projicerar en skarp bild av objektet på ett fokalplan, till exempel en kamerafilm.
Ordet "brännpunkt", liksom "fokus" (focus betyder "härd" på latin), kommer av att de (i stort sett) parallella strålarna från den avlägsna ljuskällan solen åstadkommer en brännande punkt just här.

## Brännpunkter för linser
En konvex lins () är tjockast på mitten, medan en konkav lins )( har motsatt form.
- För en konvex lins (samlingslins, positiv lins) är brännpunkten den punkt på vilken parallella strålar som infaller utmed den optiska axeln fokuseras. Detta illustreras av de blåa strålarna i bilden ovan.
- En konkav lins (spridningslins, negativ lins) samlar inte de parallella ljusstrålarna i en punkt utan sprider dem istället. Här är brännpunkten den punkt från vilken ljuset ser ut att komma när det sprids.

Avståndet mellan brännpunkten och linsens mitt kallas för brännvidd. Det kan användas som mått på linsens styrka – ju starkare lins desto kortare brännvidd. Eftersom ljus kan passera genom en lins från både höger och vänster så har linser två brännpunkter, en på vardera sidan.

## Brännpunkter för buktiga speglar

En sfärisk spegel kan användas som en approximation till en parabolisk spegel om spegelns diameter d är liten i förhållande till sfärens radie R.

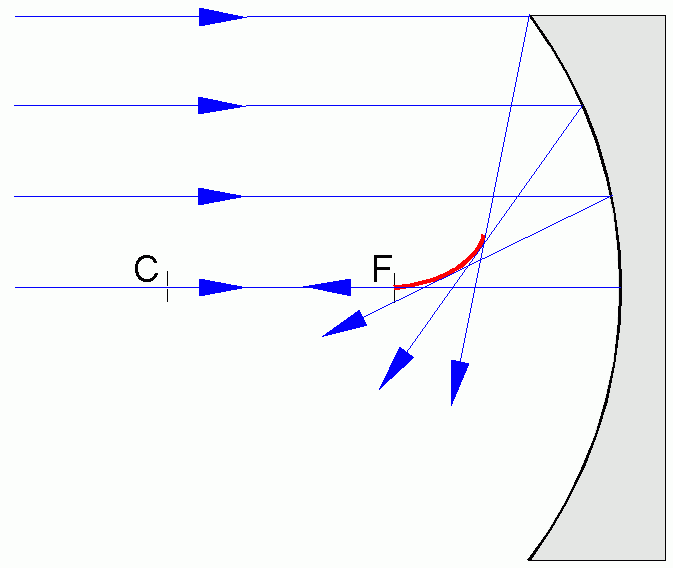
Allteftersom en sfärisk spegels diameter ökas i förhållande till krökningsradien tilltar den sfäriska aberrationen.

En konkav spegel buktar inåt som insidan på en skål, medan en konvex spegel är som skålens utsida.
Konkava speglar:
- För en konkav parabolisk spegel är brännpunkten den punkt i vilken strålar som infaller parallellt med den optiska axeln fokuseras efter reflektionen. Strålar som sprids radiärt från fokalpunkten blir parallella med den optiska axeln efter reflektionen i spegeln (vilket utnyttjas i strålkastare).
- En konkav elliptisk spegel har två brännpunkter som båda ligger framför spegeln. Ljus som passerar genom den ena brännpunkten innan det träffar spegelytan, reflekteras så att det även passerar den andra.
- En konkav hyperbolisk spegel har två brännpunkter, den ena strax framför spegelytan och den andra ett längre stycke bakom spegeln. Om ljus får stråla ut från den främre brännpunkten, reflekteras det så att det förefaller att komma från den bakre.

Konvexa speglar:
- En konvex parabolisk spegel samlar inte de med den optiska axeln parallella ljusstrålarna i en punkt utan sprider dem istället. Här är brännpunkten den punkt bakom spegeln från vilken ljuset ser ut att komma när det sprids. Strålar riktade radiärt mot fokalpunkten kommer ut som parallella med den optiska axeln efter reflektionen i spegeln.
- En konvex elliptisk spegel har två brännpunkter bakom spegeln. Spegeln reflekterar ljus riktat mot den ena brännpunkten som om ljuset kom från den andra.
- En konvex hyperbolisk spegel har två brännpunkter, den ena ett gott stycke framför spegelytan och den andra strax bakom spegeln. Om ljus får stråla ut från den främre brännpunkten, reflekteras det och sprids så att det förefaller att komma från den bakre.

Samma geometriska beskrivning kan användas för att förklara både den konvexa och den konkava hyperboliska spegeln, speciellt om man tänker sig att både ut- och insidan av den hyperboliska ytan är speglande. Den inre brännpunkten (på den konkava sidan) ligger nära ytan och ser en mindre del av världens ljus spegla sig. Den yttre brännpunkten (på den konvexa sidan) ligger en bra bit längre ifrån ytan och ser en större del av världens ljus i spegeln. Bägge brännpunkterna kan ge sken av att vara den andra brännpunkten eftersom ljus som får stråla ut från den ena, reflekteras och sprids så att det förefaller att komma från den andra.
|  |  |  |

## Fokus i projektioner och fotografi

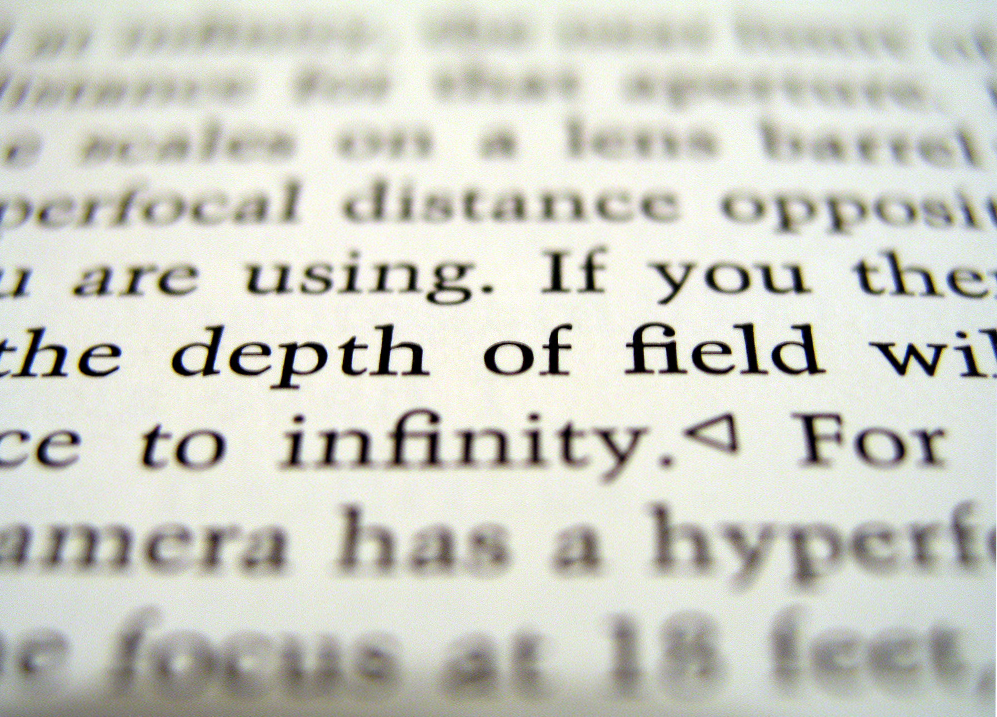
Ett motiv som delvis är i fokus och delvis ur fokus i varierande grad.

Medan brännpunkt är en entydig term inom optiken, kan fokus betyda mer än bara brännpunkt. När en kamera har fokus inställt på oändligheten ligger brännpunkten exakt i filmens plan och avlägsna motiv, exempelvis solen, avbildas skarpt. Objekt som ligger närmare kameran blir dock suddiga, eftersom ljusstrålarna från dem inte blir ordentligt fokuserade (samlade) med denna inställning. Genom att flytta linsen en aning bort från filmen flyttas fokus till närmare belägna motiv som därmed kan avbildas skarpt. Nu ligger filmplanet inte längre i brännpunkten och avlägsna objekt avbildas suddigt eftersom strålar från dem inte längre fokuseras korrekt på filmen. Linsens brännvidd har inte ändrats, men avståndet till filmen har blivit större än brännvidden.
Den plana yta som filmen i en kamera utgör, kallas ofta fokalplan eller projektionsplan, speciellt när fokus är inställt så att det utvalda motivet avbildas skarpt på detta plan. Ju närmare linsen motivet kommer, desto längre kryper fokalplanet bort från linsens brännpunkt. När motivet närmar sig linsens yttre brännpunkt, går avståndet till fokalplanet mot oändligheten. Kommer motivet närmare linsen än så, blir det omöjligt att fokusera.
På en del storformatskameror med bälg går det att vinkla fokalplanet i förhållande till linsen. Det blir då möjligt att fokusera sneda motiv, exempelvis en hel husfasad sedd ur ett vinklat perspektiv. Man vinklar alltså fokalplanet i kameran för att få skärpeplanet att löpa längs med hela motivet.